# 갈륨
갈륨(←영어: Gallium 갤리엄[*], 문화어: 갈리움←독일어: Gallium 갈리움[*])은 화학 원소로 기호는 Ga(←라틴어: Gallium 갈리움[*])이고, 원자 번호는 31이다. 무르고 은색을 띤 희귀한 전이후 금속 원소로 낮은 온도에서는 깨지기 쉬운 고체이지만, 약 29.8도 정도에서 융해된다. 보크사이트나 아연 광석 속에 미량으로 존재한다. 발광 다이오드(LED)로 쓰이는 반도체 재료인 비소화 갈륨 화합물 주성분이다. 프랑스 라틴어명인 갈리아(Gallia)에서 따왔다.

## 특이한 점
갈륨은 상온(20°C)에서는 고체로 존재하지만, 녹는점이 약 28°C를 못 넘기 때문에 사람이 만져도 융해가 된다.

## 동위 원소
갈륨은 두 종류의 안정한 동위 원소가 존재한다. 자연 상태에서 69Ga는 60.108%, 71Ga는 39.892% 존재한다. 이외에 총 23종류 방사성 동위 원소가 발견되었다.

## 역사
갈륨이 발견되기 전, 멘델레예프는 당시 알려진 63개 원소 주기율을 발견하고 그 연관성을 주기율표로 정리하다가 빈칸에 들어갈 원자량과 성질을 예측하였다. 그는 이 원소가 주기율표에서 알루미늄 아래에 있다고 하여 이 원소를 에카-알루미늄(eka-aluminum)이라 불렀다. 6년 뒤인 1875년에 에카-알루미늄이 발견되었는데, 이 원소가 갈륨이다.
갈륨은 프랑스 화학자 부아보드랑이 처음으로 분리 및 발견했다.